# Alexander Wesselsky
Alexander "Alexx" Wesselsky (Augsburg, 1968. november 18. –) német metalénekes, basszusgitáros, zeneszerző és televíziós műsorvezető, 2003-tól az Eisbrecher, valamint 1993 és 2003 között a Megaherz nevű Neue Deutsche Härte együttesek énekese.

## Pályafutása
1985-ben alapította meg első együttesét, a Dale Ardent, amelyben ő volt az énekes és a basszusgitáros. 1993-ban alapító tagjai között volt a Megaherz együttesnek, amelyben nem csak frontember volt, hanem zeneszerző és dalszövegíró is. Az együttes mérsékelt sikereket ért el, első három nagylemezük nem ért el listás helyezést, a 2000-es Himmelfahrt és a 2002-es Herzwerk II albumaik egyaránt a Media Control Charts 78. helyéig jutottak, az 1999-es Freiflug kislemez pedig 7. lett a vonatkozó listán. Emellett 1999-től több független produkcióban is részt vett énekesként vagy zeneszerzőként.
2002 végén Noel Pix-szel megalapították új együttesüket, az Eisbrechert. Wesselsky hivatalosan 2003. január 1-jén lépett ki a Megaherz zenekarból, helyét ott Mathias Eisholz vette át. Új együttesével Wesselsky már komolyabb sikereket ért el, 2004 januárjában az Eisbrecher azonos című debütáló albuma a 13. helyet érte el a német zenei listákon, a következő másfél évtizedben ezt további 6 nagylemez követte.
A zenélés mellett Wesselsky a televízióban is rendszeres vendég, 2006 óta a DMAX férfiéletmód-csatornán vezet egy autós műsort, ahol használtautó-kereskedőként szerepel Der Checker néven. 2009-ben ő volt a Schrauber-Showdown valóságshow házigazdája.

## Diszkográfia

### Stúdióalbumok
| Együttes   | Év   | Cím                   | Listás helyezések | Listás helyezések | Listás helyezések | Listás helyezések | Listás helyezések |
| Együttes   | Év   | Cím                   | DAC               | GER               | AUT               | SWI               | EU                |
| ---------- | ---- | --------------------- | ----------------- | ----------------- | ----------------- | ----------------- | ----------------- |
| Megaherz   | 1995 | Herzwerk              | –                 | –                 | –                 | –                 | –                 |
| Megaherz   | 1997 | Wer Bist Du?          | –                 | –                 | –                 | –                 | –                 |
| Megaherz   | 1998 | Kopfschuss            | –                 | –                 | –                 | –                 | –                 |
| Megaherz   | 2000 | Himmelfahrt           | –                 | 78                | –                 | –                 | –                 |
| Megaherz   | 2002 | Herzwerk II           | –                 | 78                | –                 | –                 | –                 |
| Eisbrecher | 2004 | Eisbrecher            | 13                | –                 | –                 | –                 | –                 |
| Eisbrecher | 2006 | Antikörper            | 10                | 85                | –                 | –                 | –                 |
| Eisbrecher | 2008 | Sünde                 | 1                 | 18                | –                 | –                 | 64                |
| Eisbrecher | 2010 | Eiszeit               | –                 | 5                 | 34                | 76                | 25                |
| Eisbrecher | 2012 | Die Hölle muss Warten | –                 | 3                 | 21                | 16                | –                 |
| Eisbrecher | 2015 | Schock                | –                 | 2                 | 11                | 16                | –                 |
| Eisbrecher | 2017 | Sturmfahrt            | –                 | 1                 | 10                | 8                 | –                 |

### Kislemezek
Megaherz
- 1997: "Gott sein"
- 1998: "Liebestöter"
- 1998: "Rock Me Amadeus"
- 1999: "Freiflug" (#7 a német alternatív zenei listán)
- 2000: "Himmelfahrt"

Eisbrecher
- 2003: "Mein Blut"
- 2003: "Fanatica"
- 2006: "Leider"
- 2006: "Leider/Vergissmeinnicht" (US limitált dupla kislemez)
- 2006: "Vergissmeinnicht"
- 2008: "Kann denn Liebe Sünde Sein"
- 2010: "Eiszeit" (#84 Németországban)
- 2012: "Verrückt" (#46 Németországban)
- 2012: "Die Hölle muss warten"
- 2012: "Miststück 2012"
- 2013: "10 Jahre Eisbrcher"
- 2014: "Zwischen Uns"
- 2015: "1000 Narben"
- 2015: "Rot wie die Liebe"
- 2017: "Was ist hier los?"

### EP-k
Megaherz
- 2007: Freiflug EP: The Early Years (1996–2000)
- 2008: Mann von Welt EP

### Válogatásalbumok
Megaherz
- 2001: Querschnitt
- 2009: Totgesagte Leben Länger

Eisbrecher
- 2011: Eiskalt (#69 Németországban)

### Zenei videók
- 1999: Freiflug
- 2004: Schwarze Witwe
- 2005: Herz Steht Still
- 2006: Willkommen im Nichts
- 2006: Vergissmeinnicht
- 2010: Eiszeit
- 2011: Verrückt
- 2012: Die Hölle muss warten
- 2012: Miststück 2012
- 2014: Zwischen Uns
- 2015: Rot wie die Liebe
- 2017: Was ist hier los?

### Vendégszereplések
- IFF – Königin der Nacht (vokál)
- Lord Of The Lost – Eure Siege (vokál, 2012)

## Fordítás
- Ez a szócikk részben vagy egészben  az   Alexander Wesselsky című angol Wikipédia-szócikk ezen változatának fordításán alapul.  Az eredeti cikk szerkesztőit annak laptörténete sorolja fel. Ez a jelzés csupán a megfogalmazás eredetét és a szerzői jogokat jelzi, nem szolgál a cikkben szereplő információk forrásmegjelöléseként.